# الیور کلارک
الیور کلارک (انگلیسی: Oliver Clark؛ زادهٔ ۴ ژانویهٔ ۱۹۳۹) یک بازیگر ارمنی-آمریکایی است. وی از سال ۱۹۶۴ تا ۲۰۰۳ مشغول فعالیت بود.

## زندگی‌نامه
الیور کلارک با نام تولد ریچارد ماردیروسیان (انگلیسی: Richard Mardirosian) در بوفالو، نیویورک زاده شد. وی برادر تام ماردیروسیان است.

## بخشی از فیلمشناسی
از فیلم‌ها یا برنامه‌های تلویزیونی که وی در آن نقش داشته‌است می‌توان به آثار زیر اشاره کرد.
- آنها ممکن است غول باشند (فیلم)| (۱۹۷۱)
- ستاره‌ای زاده شده‌است (۱۹۷۶)